# يلينا أنتيتش
يلينا أنتيتش مواليد 17 يونيو 1991 في سكوبيه، جمهورية يوغوسلافيا الاشتراكية الاتحادية، هي لاعبة كرة سلة مقدونية. بدأت مسيرتها الاحترافية في سنة 2010. وتحمل الرقم 8. لعبت مع نادي بارتيزان لكرة السلة للسيدات في الدوري الصربي لكرة السلة للسيدات.

## روابط خارجية
- يلينا أنتيتش على موقع كرة السلة الأوروبية.كوم (الإنجليزية)
- يلينا أنتيتش على موقع كلية كرة السلة في سبورتس رفرنس.كوم (الإنجليزية)
- يلينا أنتيتش على موقع بروبوليرز (الإنجليزية)